# كأس الأمم الإفريقية 1968
كأس الأمم الأفريقية لكرة القدم 1968 كانت النسخة السادسة من البطولة الأولى لكرة القدم في إفريقيا. استضافت إثيوبيا المسابقة للمرة الثانية. تم توسيع دائرة المنافسة لتشمل ثمانية فرق تم تقسيمها إلى مجموعتين من أربعة. توجت الكونغو كينشاسا بأول بطولة لها بعد تغلبها على غانا في النهائي 1–0.

## المنتخبات المتأهلة
| - الجزائر - الكونغو برازافيل - الكونغو كينشاسا - ساحل العاج | - إثيوبيا (المستضيف) - غانا (حامل اللقب) - السنغال - أوغندا |  |

## الأماكن
| أديس أبابا        | 'أديس أبابا' 'أسمرة' | أسمرة         |
| ملعب هايله سيلاسي | 'أديس أبابا' 'أسمرة' | ملعب سيسرو    |
| السعة: 30,000     | 'أديس أبابا' 'أسمرة' | السعة: 20,000 |
|                   | 'أديس أبابا' 'أسمرة' |               |

## مرحلة المجموعات

### مجموعة A
| فريق       | لعب | ف | ت | خ | له | عليه | ف.أ | نقاط |
| ---------- | --- | - | - | - | -- | ---- | --- | ---- |
| إثيوبيا    | 3   | 3 | 0 | 0 | 6  | 2    | 4+  | 6    |
| ساحل العاج | 3   | 2 | 0 | 1 | 5  | 2    | 3+  | 4    |
| الجزائر    | 3   | 1 | 0 | 2 | 5  | 6    | 1−  | 2    |
| أوغندا     | 3   | 0 | 0 | 3 | 2  | 8    | 6−  | 0    |

| إثيوبيا                     | 2–1 | أوغندا  |
| --------------------------- | --- | ------- |
| تكله -' · فاسالو -' (ركلة.) |     | أوما -' |

| ساحل العاج                | 3–0 | الجزائر |
| ------------------------- | --- | ------- |
| بوزون 15' · بوكو 25'، 65' |     |         |

| إثيوبيا      | 1–0 | ساحل العاج |
| ------------ | --- | ---------- |
| بيكوزيون 86' |     |            |

| الجزائر                         | 4–0 | أوغندا |
| ------------------------------- | --- | ------ |
| لالماس 15'، 25'، 70' · خالم 60' |     |        |

| ساحل العاج           | 2–1 | أوغندا   |
| -------------------- | --- | -------- |
| بوكو -' · مانغليه -' |     | اوبوا -' |

| إثيوبيا                                         | 3–1 | الجزائر    |
| ----------------------------------------------- | --- | ---------- |
| ووركو 16' · شيوانغيزاو 19' · فاسالو 27' (ركلة.) |     | عميروش 68' |

### مجموعة B
| فريق             | لعب | ف | ت | خ | له | عليه | ف.أ | نقاط |
| ---------------- | --- | - | - | - | -- | ---- | --- | ---- |
| غانا             | 3   | 2 | 1 | 0 | 7  | 4    | 3+  | 5    |
| الكونغو كينشاسا  | 3   | 2 | 0 | 1 | 6  | 3    | 3+  | 4    |
| السنغال          | 3   | 1 | 1 | 1 | 5  | 5    | 0   | 3    |
| الكونغو برازافيل | 3   | 0 | 0 | 3 | 2  | 8    | 6−  | 0    |

| غانا                | 2–2 | السنغال               |
| ------------------- | --- | --------------------- |
| كوفي 63' · مفوم 87' |     | ديونغه 10' · ديوب 65' |

| الكونغو كينشاسا                       | 3–0 | الكونغو برازافيل |
| ------------------------------------- | --- | ---------------- |
| موواوا 19' · كابامبا 27' (ركلة.)، 51' |     |                  |

| السنغال             | 2–1 | الكونغو برازافيل |
| ------------------- | --- | ---------------- |
| ديوب 27' · ديوك 86' |     | فوتيكا 31'       |

| غانا                        | 2–1 | الكونغو كينشاسا |
| --------------------------- | --- | --------------- |
| كوفي 17' (ركلة.) · مفوم 84' |     | موكيلي 42'      |

| الكونغو كينشاسا           | 2–1 | السنغال |
| ------------------------- | --- | ------- |
| مانتانتو -' · تشيمانغا -' |     | ديوك -' |

| غانا                  | 3–1 | الكونغو برازافيل |
| --------------------- | --- | ---------------- |
| كوفي -'، -' · مفوم -' |     | فوتيكا -'        |

## مرحلة خروج المغلوب
|  | نصف النهائي             | نصف النهائي      |   |                       | نهائي                 | نهائي |  |
|  |                         |                  |   |                       |                       |       |  |
|  | 19 يناير – أديس أبابا   |                  |   |                       |                       |       |  |
|  | إثيوبيا                 | 2                |   |                       |                       |       |  |
|  | الكونغو كينشاسا (ب.و.إ) | 3                |   |                       |                       |       |  |
|  |                         |                  |   |                       |                       |       |  |
|  |                         |                  |   |                       | 21 يناير – أديس أبابا |       |  |
|  |                         |                  |   |                       | الكونغو كينشاسا       | 1     |  |
|  |                         | غانا             | 0 |                       |                       |       |  |
|  |                         |                  |   |                       |                       |       |  |
|  |                         |                  |   |                       |                       |       |  |
|  |                         |                  |   |                       | مركز ثالث             |       |  |
|  | 19 يناير – أسمرة        | 19 يناير – أسمرة |   | 21 يناير – أديس أبابا | 21 يناير – أديس أبابا |       |  |
|  | غانا (ب.و.إ)            | 4                |   | ساحل العاج            | 1                     |       |  |
|  | ساحل العاج              | 3                |   |                       | إثيوبيا               | 0     |  |

### نصف النهائي
| إثيوبيا                | 2–3 (ب.و.إ.) | الكونغو كينشاسا                   |
| ---------------------- | ------------ | --------------------------------- |
| فاسالو 25' · ووركو 65' |              | مانتانتو 3' · مونغاموني 16'، 100' |

| غانا                              | 4–3 (ب.و.إ.) | ساحل العاج                     |
| --------------------------------- | ------------ | ------------------------------ |
| مفوم -'، -' · ساندي -' · أودوي -' | تقرير        | بوكو -'، -' · كونان -' (ركلة.) |

### مباراة المركز الثالث
| ساحل العاج | 1–0 | إثيوبيا |
| ---------- | --- | ------- |
| بوكو 28'   |     |         |

### النهائي
| الكونغو كينشاسا   | 1–0 | غانا |
| ----------------- | --- | ---- |
| كالالا موكندي 66' |     |      |

## الفائز
| بطل كأس الأمم الأفريقية لكرة القدم 1968 |
| --------------------------------------- |
| · الكونغو كينشاسا · للمرة أول           |

## الهدافين
6 أهداف
- لوران بوكو

5 أهداف
- ويلبرفورس مفوم

4 أهداف
- أوسي كوفي

3 أهداف
| - حسان لالماس | - لوتشيانو فاسالو |  |

هدفين
| - جانوت فوتيكا - نيسوديم كابامبا - كيدومو مانتانتو | - ليون مونغاموني - ياتما ديوب | - ياتما ديوك - منغستو ووركو |

هدف واحد
| - مختار خالم - بوعلام عميروش - إيغناس موواوا - سايو إرنست موكيلي - بيير كالالا موكندي - إلياس تشيمانغا | - جان لويس بوزون - هنري كونان - إوستاش مانغليه - ... بيكوزيون - ... شيوانغيزاو - جيرما تيكلي | - فرانك أودوي - إبراهيم ساندي - دودو ديونغه - دنيس أوبوا - بولي أوما |

## فريق البطولة
المصدر:
| حارس المرمي   | المدافعون                                            | لاعبو الوسط                                            | المهاجمون             |
| ------------- | ---------------------------------------------------- | ------------------------------------------------------ | --------------------- |
| كازادي موامبا | هنري كونان تشارلز أدو أوداميتي يريم دياغني جبريل غيي | لوتشيانو فاسالو منغستو ووركو حسان لالماس جوزيف بليزيري | لوران بوكو دودو ديونج |

## روابط خارجية
- تفاصيل على RSSSF